# Apostolos Parellis
Apostolos Parellis (24 de julio de 1985) es un deportista chipriota que compite en atletismo. Ganó una medalla de oro en los Juegos Mediterráneos de 2022, en la prueba de Disco.